# Gmina związkowa Zweibrücken-Land
Gmina związkowa Zweibrücken-Land (niem. Verbandsgemeinde Zweibrücken-Land) – gmina związkowa w Niemczech, w kraju związkowym Nadrenia-Palatynat, w powiecie Südwestpfalz. Siedziba gminy związkowej znajduje się w mieście Zweibrücken, które do gminy nie należy.

## Podział administracyjny
Gmina związkowa zrzesza 17 gmin, w tym jedną gminę miejską (Stadt) oraz 16 gmin wiejskich:
1. Althornbach
2. Battweiler
3. Bechhofen
4. Contwig
5. Dellfeld
6. Dietrichingen
7. Großbundenbach
8. Großsteinhausen
9. Hornbach
10. Käshofen
11. Kleinbundenbach
12. Kleinsteinhausen
13. Mauschbach
14. Riedelberg
15. Rosenkopf
16. Walshausen
17. Wiesbach